# Негреній-де-Сус
Негреній-де-Сус (рум. Negrenii de Sus) — село у повіті Телеорман в Румунії. Входить до складу комуни Тетерештій-де-Жос.
Село розташоване на відстані 72 км на захід від Бухареста, 51 км на північ від Александрії, 109 км на схід від Крайови, 141 км на південь від Брашова.

## Населення
За даними перепису населення 2002 року у селі проживали 411 осіб, усі — румуни. Усі жителі села рідною мовою назвали румунську.